# Deutscher Kinderhospizverein
Der Deutsche Kinderhospizverein e. V. ist ein gemeinnütziger und bundesweit agierender Verein mit Sitz in Olpe in Nordrhein-Westfalen. Er setzt sich für die Belange von Familien mit Kindern, die an unheilbaren, lebensverkürzenden Krankheiten leiden, ein. Hauptanliegen ist die Begleitung der betroffenen Familien. Dazu bildet der Verein ein Netz von betroffenen Familien, mit Anlaufstellen an verschiedenen Orten in Deutschland. Der Verein initiiert und stärkt so die Selbsthilfe unter betroffenen Familien. Gleichzeitig vertritt er die Interessen der Familien und arbeitet an der Verbesserung der Versorgungsstrukturen in Deutschland – ambulant und stationär.

## Geschichte
Der Verein wurde 1990 von sechs Familien gegründet, deren Kinder unheilbare, lebensverkürzende Krankheiten haben. Der Verein mit Sitz in Olpe arbeitet bundesweit und begleitet die ganze Familie ab der Diagnose des Kindes. Dabei gibt es Angebote sowohl für das kranke Kind als auch für Eltern und Geschwister. Seit 1994 werden Familienseminare angeboten. Sie dienen dem Austausch von Gedanken und Gefühlen, die im Miteinander mit den kranken Kindern entstehen. Zu den Seminaren werden zur Unterstützung Fachreferenten hinzugezogen. Im Jahr 1997 entstand die Kooperation zwischen dem Deutschen Kinderhospizverein und der gemeinnützigen Gesellschaft der Franziskanerinnen zu Olpe (GFO). Sie hatte zum Ziel, unter der Trägerschaft der GFO ein Kinderhospiz nach englischem Vorbild zu errichten.
Dies ist mit der Eröffnung des Kinderhospizes "Balthasar" – als erstes seiner Art in Deutschland – im Jahre 1998 in Olpe gelungen. Seitdem sind mehrere stationäre und ambulante Einrichtungen entstanden. 2004 begann der Verein mit dem Aufbau und der Vernetzung von ambulanten Kinderhospizdiensten in Deutschland und entwickelte ein grundlegendes Konzept. Im ersten Jahr wurden fünf eigene ambulante Kinderhospizdienste gegründet. Diese werden hauptsächlich von – für die Begleitungsarbeit ausgebildeten – ehrenamtlichen Mitarbeitern getragen. Derzeit betreibt der Verein bundesweit 21 ambulante Kinderhospizdienste, davon zwei in Kooperation mit jeweils einem anderen Träger. Die Deutsche Kinderhospizakademie wurde 2005 gegründet.

## Aufgaben
Zu den Aufgaben und Angeboten des Kinderhospizvereins zählen
- Beratung für betroffene Familien,
- Seminare für Familien, um sie zu stärken, um ihre Auseinandersetzung mit dem Thema Tod und Sterben zu unterstützen und besonders auch, um Gemeinsamkeit zu fördern.
- Bildung von Netzwerken von betroffenen Familien, mit regionalen Anlaufstellen an verschiedenen Orten in Deutschland.
- Förderung der Selbsthilfe unter den Familien
- Interessensvertretung der Familien
- Verbesserung der Versorgungsstrukturen in Deutschland – ambulant und stationär.
- Vermittlung ambulanter Unterstützung vor Ort
- Hilfestellung bei Anträgen auf Sozialleistungen
- finanzielle Unterstützung in besonderen Notlagen, z. B. zinsloses Darlehen für Beerdigungen, Bezuschussung bei Seminarkosten, Liegendtransporte in stationäre Kinderhospize

## Kinderhospizarbeit

### Stationäre Hospize
In Deutschland gibt es mehrere stationäre Kinderhospize, welche die stationäre Versorgung von Kindern mit lebensverkürzenden Erkrankungen und ihren Familien gewährleisten. Weitere stationäre Kinderhospize befinden sich im Aufbau. In der Regel ist die Unterbringung in einem stationären Kinderhospiz auf 4 Wochen jährlich begrenzt. Die überwiegende Zeit des Jahres verbringen die Familien zu Hause.

### Ambulante Dienste
Ambulante Kinderhospizdienste begleiten die Familien ab der Diagnose einer lebensverkürzenden Erkrankung, im Leben und Sterben und über den Tod der Kinder hinaus. Eine hauptamtliche Kinderhospizmitarbeiterin leitet den ambulanten Kinderhospizdienst. Sie vermittelt der Familie einen ehrenamtlichen Kinderhospizmitarbeiter. Das Angebot ist für die Familie kostenfrei, da es durch Spenden, Mitgliedsbeiträge und Zustiftungen finanziert wird.

### Deutsche Kinderhospizakademie
2005 wurde die Deutsche Kinderhospizakademie gegründet und 2006 von lebensverkürzend erkrankten Kindern und ihren Geschwistern eröffnet. Sie führt jährlich zwischen 40 und 50 Veranstaltungen durch, u. a.
- Fachtagungen für Vertreter aus Praxis und Wissenschaft,
- Seminare und Freizeiten für lebensverkürzend erkrankte Kinder, ihre Geschwister und Familien,
- Fortbildungen für ehren- und hauptamtliche Mitarbeiter der Kinderhospizarbeit,
- Seminare für Lehrer und Pädagogen zu Fragen des Umgangs mit Krankheit, Sterben und Tod von Kindern,
- Veranstaltungen für die interessierte Öffentlichkeit zu Themen der Kinderhospizarbeit.

Sitz der Deutschen Kinderhospizakademie ist Olpe. Sie verfügt über kein eigenes Beleghaus, sondern versteht sich als Akademie auf Reisen; dies ermöglicht es ihr, ihre Angebote ortsnah bei den Menschen durchzuführen, die sie wahrnehmen möchten.
Alle ihre Angebote erwachsen aus den Bedürfnissen der lebensverkürzend erkrankten Kinder und ihrer Familien.

## Botschafter
Folgende Prominente engagieren sich als ehrenamtliche Botschafter für den Kinderhospizverein:
- Marcel Riepegerste
- Heiner Brand
- Ralph Caspers
- Marian Grau
- Ernst August Erbprinz von Hannover
- Gregor Meyle
- Jens Nowotny
- Paul Panzer
- Prinzen-Garde Köln 1906
- Jasmin Schwiers
- Oliver Stokowski